# Eidgenössische Volksinitiative «Pädophile sollen nicht mehr mit Kindern arbeiten dürfen»
Die eidgenössische Volksinitiative «Pädophile sollen nicht mehr mit Kindern arbeiten dürfen», kurz auch «Pädophilen-Initiative» genannt, wurde am 16. Mai 2011 vom Verein «Marche Blanche» eingereicht. Die Initiative sah ein Verbot der ehrenamtlichen sowie beruflichen Tätigkeit für Personen vor, die sich an der sexuellen Unversehrtheit von Kindern oder Urteilsunfähigen vergriffen hatten. Dieses Anliegen stiess sowohl in der Bevölkerung als auch bei den Ständen auf breite Zustimmung. Die Stände nahmen sie am 18. Mai 2014 einstimmig an, das Volk stimmte mit 63,5 % zu.

## Initiative

### Wortlaut
Art. 123c (neu) Massnahme nach Sexualdelikten an Kindern oder an zum Widerstand unfähigen oder urteilsunfähigen Personen

### Argumente der Initianten
Für die Initianten ist es klar: Weil viele Pädophile Wiederholungstäter seien, müsse ein Verbot für das Arbeiten mit Kindern her, sowohl im Beruf als auch bei Freizeitaktivitäten. Diesen Schutz könne nur das endgültige Berufsverbot gewährleisten. Das Argument vieler Gegner, dass die Initiative zur Kriminalisierung von sogenannten «Jugendlieben» führe, sei Unsinn. Das Parlament habe nach Annahme der Initiative den Auftrag, eine gesetzliche Grundlage zu schaffen, in der diese dann explizit ausgenommen werden. Zumal müsse das Parlament nicht nur den Wortlaut der Initiative beachten, sondern auch die Intentionen dahinter.

## Behandlung der Initiative

### Einreichung der Initiative
Die Volksinitiative wurde am 6. Oktober 2009 vorgeprüft – gestützt auf Art. 68 und Art. 69 des Bundesgesetzes über die politischen Rechte und Art. 23 der Verordnung über die politischen Rechte. Daraufhin begann der Fristenlauf von 18 Monaten am 20. Februar 2009 für die Sammlung von 100'000 Unterschriften (Art. 139 BV). Die Initiative wurde am 20. April 2011 eingereicht, am Tag des Endes der Sammelfrist. Am 16. Mai 2011 wurde die Initiative von der schweizerischen Bundeskanzlei mit 111'681 gültigen Unterschriften für zustande gekommen erklärt. Nach Art. 97 Abs. 1 Bst. a ParlG hat der Bundesrat ein Jahr, nachdem eine zustande gekommene Volksinitiative eingereicht worden ist, der Bundesversammlung eine Botschaft und einen Entwurf für einen Bundesbeschluss zu unterbreiten. Beide publizierte er am 10. Oktober 2012. Auf Basis dieser Botschaft fand die parlamentarische Beratung in den Eidgenössischen Räten (National- und Ständerat) statt.

### Botschaft des Bundesrates
Der Bundesrat empfahl in seiner Botschaft vom 10. Oktober 2012 dem Parlament, die Initiative Volk und Ständen zur Ablehnung zu empfehlen. Gleichzeitig empfahl er, einen indirekten Gegenentwurf in Form einer Änderung des Strafgesetzbuches, des Militär- und des Jugendstrafgesetzes anzunehmen. Das Parlament hatte den Bundesrat bereits mit einer am 12. März 2009 – also vor Lancierung der Volksinitiative – angenommenen Motion beauftragt, den Entwurf einer solchen Gesetzgebung auszuarbeiten.
In seiner Botschaft versicherte der Bundesrat, dass er vollständig hinter dem Ziel der Volksinitiative – nämlich dem Schutz von Kindern und abhängiger Personen vor Wiederholungstätern – stehe. So sehr der Bundesrat das Anliegen auch unterstütze, so könne er aber keine Initiative befürworten, die Grundsätze rechtsstaatlichen Handelns verletzt. Er vertrat die Ansicht, dass dieses Ziel mit einem indirekten Gegenvorschlag besser erreicht werden kann. Die Initiative war für ihn aus mehreren Gründen problematisch:
- Ein obligatorisches und zeitlich unbefristetes Berufsverbot widerspreche der nationalen und internationalen Rechtsordnung. Die Absolutheit von Artikel 123c führe zu einem verfassungsinternen Widerspruch mit Art. 5 BV (Verhältnismässigkeit staatlichen Handelns) und Art. 36 BV (Voraussetzungen für Einschränkung von Grundrechten). Da Verfassungsnormen so interpretiert werden müssen, dass Widersprüche vermieden werden können, müsse man Artikel 123c relativieren. Dies stünde aber in Konflikt mit dem Volkswillen, wenn die Initiative angenommen würde. Der Bundesrat wollte das dadurch entstehende Dilemma umgehen. Um es auflösen zu können, müsse die Initiative abgelehnt werden. Die Tatsache, dass das Verbot zwingend verhängt werden und auch zwingend endgültig sein muss, könnte zudem im Widerspruch zu Art. 8 der EMRK stehen und eine Verurteilung durch den EGMR nach sich ziehen.
- Ausserdem sei der Vorschlag der Initiative unpräzise und unvollständig: Straftaten gegen Leib und Leben (häusliche Gewalt zum Beispiel) fielen nicht unter das Verbot, da diese nicht die sexuelle Integrität des Opfers verletzen. Dies sah der Bundesrat als inkohärent an wegen der Schwere, die mit Angriffen auf Leib und Leben einhergeht. Die Umsetzung des Berufsverbotes werde ausserdem nicht erwähnt. Zudem betonte der Bundesrat, dass eine Bekämpfung von Sexualdelikten durch Prävention, Abschreckung und Repression erfolgen müsse. Die Initiative erfülle zwar die letzten beiden Punkte, die Prävention lasse sie komplett ausser Acht.
- Mit dem indirekten Gegenentwurf bestehe eine bessere, schneller greifende und verhältnismässige Lösung, die rechtsstaatliche Prinzipien nicht tangiere. Während dieser Gesetzesentwurf bereits vorliege, müssten für die Umsetzung der Initiative noch entsprechende Gesetze konzipiert werden. Der Gegenvorschlag schliesse auch Lücken, die die Initiative offen lasse: Zum Beispiel dürften Gerichte Tätigkeitsverbote nicht nur bei Sexualstraftaten anordnen, sondern auch bei psychischer und physischer Gewalt ohne sexuelle Intention.[10]

### Debatte im Parlament
Dem Nationalrat lag in der Frühjahrssession 2013 ein Entwurf seiner Kommission für Rechtsfragen für einen direkten Gegenentwurf auf Verfassungsstufe vor, welcher das Anliegen der Initiative zwar aufnahm, aber den vom Bundesrat dargelegten rechtsstaatlichen Bedenken Rechnung trug. Der direkte Gegenentwurf, der in der Volksabstimmung der Volksinitiative gegenübergestellt werden könnte, wurde aber mit 87 zu 60 Stimmen bei 29 Enthaltungen abgelehnt. Anschliessend beschloss der Nationalrat entgegen dem Antrag seiner vorberatenden Kommission und des Bundesrates mit 82 zu 79 Stimmen bei 14 Enthaltungen, die Initiative Volk und Ständen zur Annahme zu empfehlen.
Im Gegensatz zum Nationalrat nahm der Ständerat in der Herbstsession 2013 einen Entwurf seiner Kommission für Rechtsfragen für einen direkten Gegenentwurf mit 27 zu 14 Stimmen bei 1 Enthaltung an. In der Differenzbereinigung zwischen den Räten lehnte der Nationalrat diesen Gegenentwurf des Ständerates ab, beschloss aber in seiner zweiten Beratung mit 88 zu 88 Stimmen bei 14 Enthaltungen mit Stichentscheid der Nationalratspräsidentin, die Volksinitiative zur Ablehnung zu empfehlen. In der Folge verzichtete die Kleine Kammer auf den direkten Gegenentwurf und beschloss mit 21 zu 14 Stimmen bei 2 Enthaltungen ebenfalls, die Initiative Volk und Ständen zur Abstimmung zu empfehlen.
In den Schlussabstimmungen vom 27. September 2013 stimmte der Ständerat mit 23 zu 15 Stimmen bei 3 Enthaltungen dem Bundesbeschluss mit der ablehnenden Abstimmungsempfehlung zu, der Nationalrat lehnte ihn aber mit 97 zu 91 Stimmen bei 7 Enthaltungen ab. Das hatte zur Folge, dass die Volksinitiative ohne Abstimmungsempfehlung der Bundesversammlung zur Abstimmung gebracht wurde.
Die vom Bundesrat als indirekter Gegenentwurf konzipierte Änderung des Strafgesetzbuches, des Militär- und des Jugendstrafgesetzes wurde am 13. Dezember 2013 in den Schlussabstimmungen vom Nationalrat mit 115 zu 0 Stimmen bei 79 Enthaltungen und vom Ständerat mit 32 zu 0 Stimmen bei 9 Enthaltungen angenommen. Die zahlreichen Enthaltungen kamen von der geschlossenen Fraktion der SVP und von Minderheiten der anderen bürgerlichen Fraktionen. Bei der Beratung des indirekten Gegenentwurfs strichen die Räte die vom Bundesrat vorgeschlagene Klausel, dass die Gesetzesänderungen nur dann in Kraft treten können, wenn die Volksinitiative abgelehnt oder zurückgezogen wird. Das Parlament brachte damit zum Ausdruck, dass das aufgeworfene Problem unabhängig vom Schicksal der Volksinitiative so rasch wie möglich gesetzlich geregelt werden sollte.
Die Gesetzesänderungen sind am 1. Januar 2015 in Kraft getreten. Da in der Zwischenzeit die von der Volksinitiative verlangte Verfassungsänderung in Kraft getreten war, mussten diese Regelungen mit einer weiteren Gesetzesänderung in einigen Punkten erneut angepasst werden (siehe unten «Umsetzung der Initiative»).

## Inhalt des indirekten Gegenentwurfs
Der indirekte Gegenentwurf enthielt folgende Punkte, die die Initiative entweder nicht aufgegriffen oder anders geregelt hat:
- Da die meisten Sexualstraftaten an Kindern im familiären Umfeld des Opfers passieren, wurde das Verbot für berufliche und ehrenamtliche Tätigkeiten auch auf den ausserberuflichen Bereich ausgeweitet – diese Ausweitung gilt auch für Mitarbeiter oder Mitglieder eines Organs irgendeiner juristischen Person, Vereinigung oder Gruppierung, in der das Kind oder die abhängige Person in des Täters Obhut gegeben wird. Beide Verbote sollten unter denselben Bedingungen von Gerichten verhängt werden können und nicht nur für Sexualstraftaten gelten, sondern auch für Straftaten, die gegen besonders Schutzbedürftige begangen wurden. Ein dergestalt verhängtes Verbot wird «qualifiziertes Tätigkeitsverbot» genannt.
- Aufgrund der zu starken Tangierung der Verhältnismässigkeit wird ein Tätigkeitsverbot nicht zwingend angeordnet, sondern nur bei Straftätern, die zu mehr als 6 Monaten Haftstrafe oder zu einer Geldstrafe von 180 Tagessätzen verurteilt wurden. Wenn dies angeordnet wird, gilt es auch für ein Verbot der Tätigkeit mit besonders schutzbedürftigen Personen.
- Nach damaliger Rechtslage durfte ein Tätigkeitsverbot nur für 5 Jahre verhängt werden. Diese Dauer dürfen Gerichte um weitere 5 Jahre erweitern, solange es diese als notwendig erachten. Zugleich soll auch die Tür für endgültige Tätigkeitsverbote geöffnet werden, falls schon zum Zeitpunkt der Urteilsfällung ersichtlich ist, dass 10 Jahre Berufsverbot, die bei Sexualstraftaten anzuordnen sind, nicht ausreichen werden.
- Der indirekte Gegenentwurf sah anders als die Initiative ein Kontakt- sowie ein Rayonverbot für pädophile Täter vor. Diese Massnahmen sollen dem Täter nicht den Kontakt vollends verbieten. So eine weitreichende Einschränkung ginge mit einem stationären Aufenthalt oder einer Verwahrung einher, wenn jeder Kontakt oder auch nur die Annäherung an ein Schulhaus auf 30 Meter zum Beispiel verboten werden soll. Das Kontakt- sowie das Rayonverbot beschränkt sich auf Kontaktaufnahmen, die der Täter zur Begehung von Straftaten ausnutzen könnte.

Umgesetzt wird das Verbot im Strafrecht mit dem Instrument des normalen Privatauszuges und des Sonderprivatauszuges. Ersterer enthält alle Urteile wegen Verbrechen und Vergehen, auch diejenigen, in denen ein Tätigkeitsverbot verhängt worden ist. Langandauernde qualifizierte Verbote sollen jedoch nicht im normalen Privatauszug stehen, damit der Betroffene nach einer gewissen Zeit wieder die Möglichkeit hat, einfacher eine Wohnung zu finden. Denn Vermieter sowie Arbeitgeber dürfen Einsicht in den normalen Privatauszug verlangen; da hier aber keine Gefahr für Minderjährige oder Schutzbedürftige bestehe, sei das Behalten der Tätigkeitsverbote im Privatauszug unnötig. Der Sonderprivatauszug enthält nur Urteile, die ein Tätigkeitsverbot oder ein Kontakt- und Rayonverbot enthalten, das zum Schutz von Minderjährigen oder anderen besonders schutzbedürftigen Personen erlassen wurde. Über die Fristen des normalen Strafregisterauszugs hinaus enthält er diese Urteile während der gesamten Dauer der Verbote. Die Einholung des Sonderprivatauszuges ist auf freiwillige Basis gestellt. Anders als beim normalen Privatauszug darf der Sonderprivatauszug nur von Personen verlangt werden, die Kontakt mit Kindern oder anders schutzbedürftigen Personen haben (Fussballvereine, Kitas etc.)
Das Tätigkeitsverbot sowie das Kontakt- und Rayonverbot wird in das Militärstrafgesetz (MStGB) und das Jugendstrafgesetz (JStG) aufgenommen. Im Jugendstrafgesetz werden besagte Verbote in abgeschwächter Form – insbesondere ohne das zwingende Berufsverbot – in Art. 16a JStG festgelegt.

## Volksabstimmung vom 18.Mai 2014

### Parteipositionen
Von den grössten Schweizer Parteien beschlossen die BDP, EDU und SVP die Ja-Parole; die SP, FDP, CVP, EVP, GLP und die GPS die Nein-Parole.

### Ergebnisse
| Kanton                           | Ja (%) | Nein (%) | Beteiligung (%) |
| -------------------------------- | ------ | -------- | --------------- |
| Zürich                           | 57,3 % | 42,7 %   | 56,16 %         |
| Bern                             | 57,1 % | 42,9 %   | 53,42 %         |
| Luzern                           | 57,5 % | 42,5 %   | 57,90 %         |
| Uri                              | 63,2 % | 36,8 %   | 50,60 %         |
| Schwyz                           | 65,1 % | 34,9 %   | 59,05 %         |
| Obwalden                         | 59,4 % | 40,6 %   | 60,48 %         |
| Nidwalden                        | 59,3 % | 40,7 %   | 62,70 %         |
| Glarus                           | 63,5 % | 36,5 %   | 51,30 %         |
| Zug                              | 58,5 % | 41,5 %   | 62,76 %         |
| Freiburg                         | 68,8 % | 31,2 %   | 56,98 %         |
| Solothurn                        | 65,2 % | 34,8 %   | 53,80 %         |
| Basel-Stadt                      | 56,2 % | 43,8 %   | 57,82 %         |
| Basel-Landschaft                 | 61,7 % | 38,3 %   | 54,99 %         |
| Schaffhausen                     | 65,7 % | 34,3 %   | 70,73 %         |
| Appenzell Ausserrhoden           | 55,0 % | 45,0 %   | 56,62 %         |
| Appenzell Innerrhoden            | 59,4 % | 40,6 %   | 51,04 %         |
| St. Gallen                       | 63,4 % | 36,6 %   | 53,96 %         |
| Graubünden                       | 62,6 % | 37,4 %   | 53,67 %         |
| Aargau                           | 63,9 % | 36,1 %   | 55,90 %         |
| Thurgau                          | 62,6 % | 37,4 %   | 54,19 %         |
| Tessin                           | 83,0 % | 17,0 %   | 55,72 %         |
| Waadt                            | 68,7 % | 31,3 %   | 58,03 %         |
| Wallis                           | 74,3 % | 25,7 %   | 61,14 %         |
| Neuenburg                        | 70,0 % | 30,0 %   | 56,34 %         |
| Genf                             | 73,6 % | 26,4 %   | 57,13 %         |
| Jura                             | 71,5 % | 28,5 %   | 53,17 %         |
| Schweizerische Eidgenossenschaft | 63,5 % | 36,5 %   | 56,18 %         |

Die Wahlbeteiligung war durchschnittlich, tendenziell aber im höheren Bereich. Auffallend ist die sehr klare Annahme des Kantons Tessin, die auch mit keinem der Ergebnisse der anderen Kantone vergleichbar ist. Im Kanton Appenzell Ausserrhoden war dagegen der Anteil der Befürwortenden am geringsten mit 55,5 % Ja-Stimmen.

## Umsetzung der Initiative
Weil die Volksinitiative angenommen worden war, musste der Bundesrat mit seiner Botschaft vom 3. Juni 2016 dem Parlament einen Vorschlag für eine Umsetzung des angenommenen Verfassungsartikels durch eine Änderung des Strafgesetzbuches und des Militärstrafgesetzes präsentieren. Bei der Umsetzung hatte sich der Bundesrat eng an Art. 123c BV zu orientieren. Da aber der indirekte Gegenentwurf schon einen grossen Teil des Geforderten umsetzte, waren für die Umsetzung der Initiative lediglich einige Nachbesserungen notwendig.
Das lebenslange Tätigkeitsverbot wird vom Strafgericht grundsätzlich immer ausgesprochen, wenn eine erwachsene Person eine bestimmte Sexualstraftat an einer minderjährigen, schutzbedürftigen, zum Widerstand unfähigen oder urteilsunfähigen Person oder einer Person, die sich aufgrund einer körperlichen oder psychischen Abhängigkeit nicht zur Wehr setzen konnte, begangen hat. Dies soll auch gelten, wenn der Täter schuldunfähig ist. Da dem Völkerrecht und dem Verhältnismässigkeitsprinzip Rechnung getragen werden muss, wurden Ausnahmen vorgesehen: In besonders leichten Fällen, in denen das Tätigkeitsverbot nicht notwendig erscheint, um den Täter vor weiteren einschlägigen Sexualstraftaten abzuhalten (z. B. bei Jugendlieben), sollte das Gericht ausnahmsweise auf die Anordnung eines solchen Verbots verzichten können. Auch sollte das lebenslange Tätigkeitsverbot unter gewissen Umständen nach frühestens zehn Jahren eingeschränkt oder aufgehoben werden können. Unter keinen Umständen sollten aber Ausnahmen oder Überprüfungen bei klinisch als «pädophil» diagnostizierten Straftätern möglich sein.
Das Parlament folgte gegen Widerstand aus der Fraktion der SVP dem Antrag des Bundesrates für eine Härtefallklausel für besonders leichte Fälle, strich aber gegen Widerstand der Linken die Möglichkeit einer Überprüfung des Tätigkeitsverbots nach zehn Jahren für nicht klinisch als pädophil diagnostizierte Täter. Der Ständerat hatte in seiner ersten Beratung leichtere Straftaten wie Exhibitionismus, sexuelle Belästigung und den Konsum von Kinderpornografie aus dem Deliktkatalog gestrichen und zudem die Altersgrenze der Opfer von 18 auf 16 Jahren herabgesetzt. Der Nationalrat widersetzte sich diesen Abschwächungen und der Ständerat lenkte in der Differenzbereinigung ein. Die Gesetzesänderungen wurden in den Schlussabstimmungen am 16. März 2018 vom Nationalrat mit 157 zu 0 Stimmen bei 36 Enthaltungen, vom Ständerat mit 29 zu 7 Stimmen bei 4 Enthaltungen angenommen. Im Nationalrat enthielten sich Mehrheiten der Fraktionen der SP und der Grünen der Stimme.
Die Gesetzesänderungen traten am 1. Januar 2019 in Kraft.